# Lettera di Maria a Ignazio
Con Lettera di Maria a Ignazio si intende, secondo la  tradizione della Chiesa cattolica, una serie di lettere che si sarebbero scambiati Ignazio di Antiochia e la Vergine Maria.

## Contesto storico
Ignazio era molto probabilmente vivo prima che la Vergine Maria fosse assunta in Cielo, ed è possibile che le abbia scritto una lettera.
Essendo stato discepolo di san Giovanni, l'apostolo che secondo il vangelo secondo Giovanni accolse Maria in casa sua, avrà sicuramente avuto modo per farle avere il suo messaggio e, secondo lo scambio epistolare,  è anche possibile che abbia incontrato Maria durante la sua vita.

## Contenuto
Jacopo da Varazze riferisce di questo scambio tra i due protagonisti nella Legenda Aurea.
Ignazio iniziò la corrispondenza:
(Lettera di Ignazio a Maria)
La Santa Madre avrebbe risposto:
(Lettera di Maria a Ignazio)